# Lecteria (Psaronius) brevisector
Lecteria (Psaronius) brevisector is een tweevleugelige uit de familie steltmuggen (Limoniidae). De soort komt voor in het Neotropisch gebied.